# Аранга
Аранга (гал. Aranga, ісп. Aranga) — муніципалітет в Іспанії, у складі автономної спільноти Галісія, у провінції Ла-Корунья. Населення — 2142 осіб (2009).
Муніципалітет розташований на відстані близько 476 км на північний захід від Мадрида, 33 км на південний схід від Ла-Коруньї.
Муніципалітет складається з таких паррокій: Аранга, Камбас, Феас, Муніферраль, Сан-Вісенте-де-Фервенсас, Віларрасо.

## Демографія
Динаміка населення (INE ):

## Галерея зображень

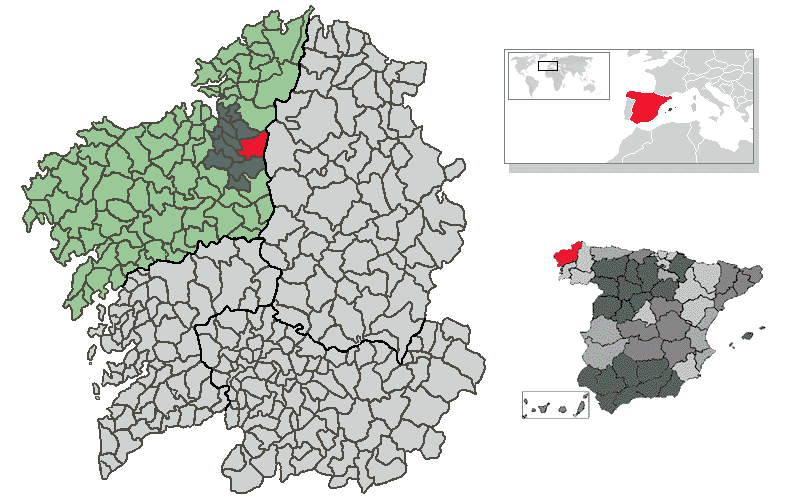
Розташування муніципалітету
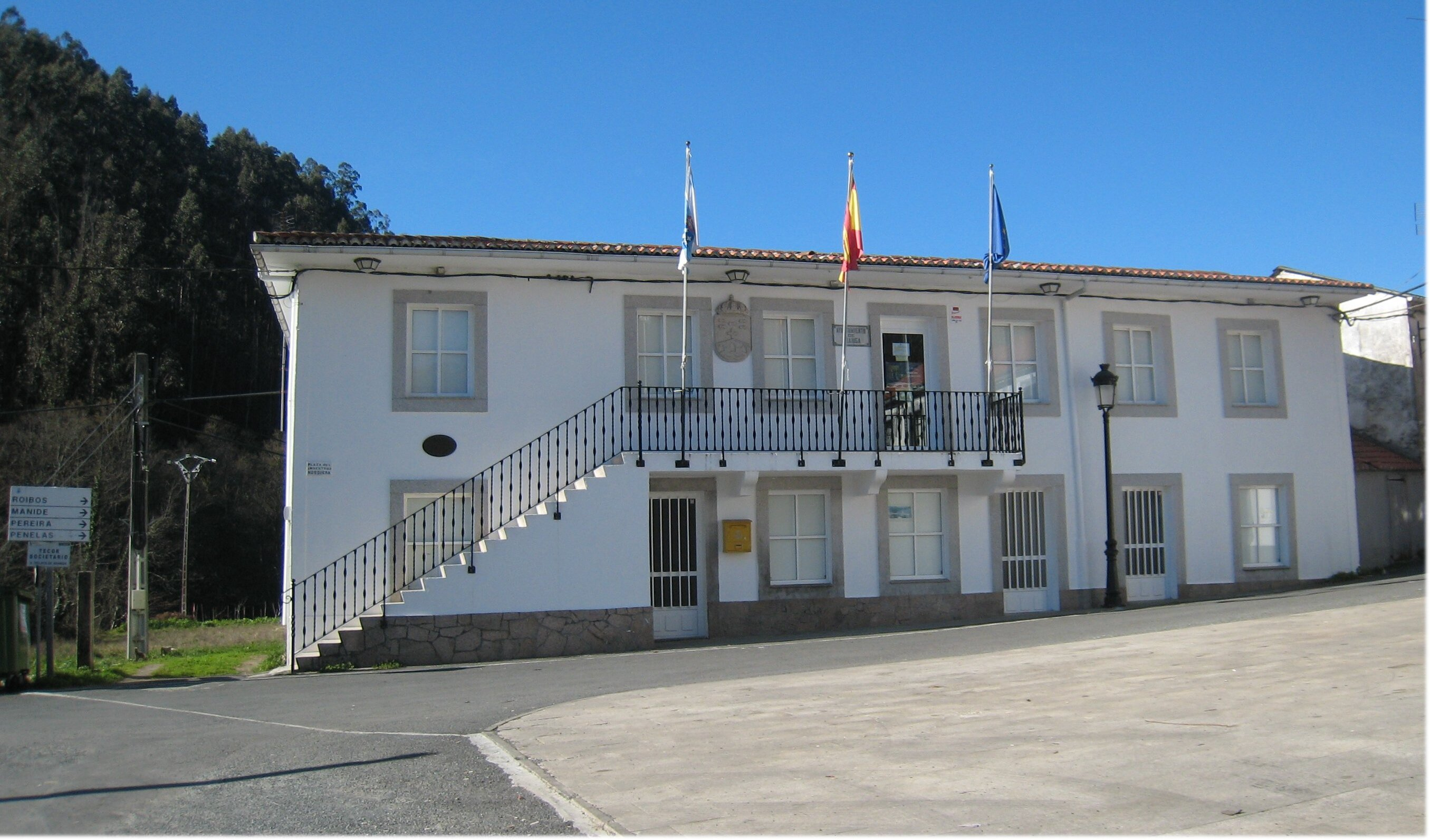
Будинок муніципальної ради